# Gnorimosphaeroma noblei
Gnorimosphaeroma noblei es una especie de isópodo del género Gnorimosphaeroma, familia Sphaeromatidae, clase Malacostraca. Fue descrita científicamente por Menzies en 1954.

## Descripción
El tamaño del cuerpo mide 2,0-200 milímetros.

## Distribución
Se distribuye por los Estados Unidos.